# Ptychopetalum
Ptychopetalum é um género botânico pertencente à família Olacaceae.